# کنسرتو پیانو شماره ۳ (راخمانینف)

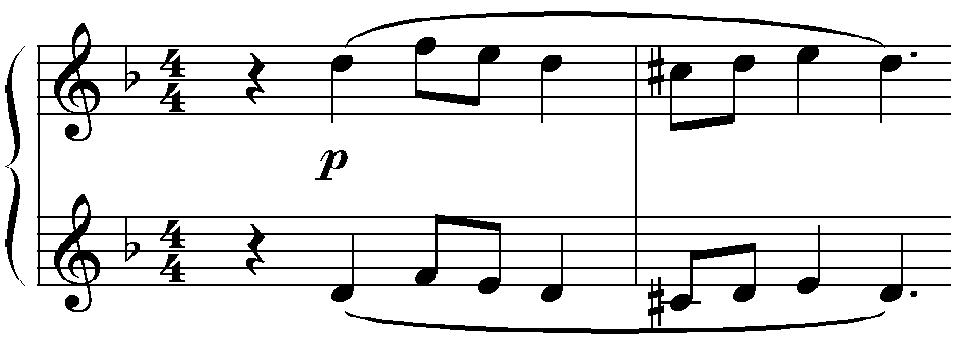
تِم گشایش شروع کُنسرتوی پیانو شمارهٔ ۳

کنسرتو پیانو شماره ۳ (انگلیسی: Piano Concerto No. 3) سومین کنسرتو پیانو در گام «ر مینور» (اپوس ۳۰) از آهنگساز و پیانیست مشهور، سرگئی راخمانینف می‌باشد که در سال ۱۹۰۹ تصنیف گردید. این کنسرتو، همچون کنسرتو پیانو شماره ۲، به لحاظ تکنیک نوازندگی زیبا و دشوار از اهمیت بسزایی در میان کنسرتوهای موسیقی کلاسیک برخوردار است.